# ミドルブルック7H11寒天培地
ミドルブルック7H11寒天培地（英：Middlebrook 7H11 agar）は、培養が難しい結核菌の増殖を促進するためにミドルブルック7H10寒天培地にカゼインの膵臓消化物を加えた寒天培地である。
ミドルブルック7H11寒天培地にマイコバクチンJを添加することによって、M. genavenseを回収できる。

## 関連記事
- en:Lowenstein-Jensen medium
- ミドルブルック7H9培地